# Norge (Oklahoma)
Norge – miasto w Stanach Zjednoczonych, w stanie Oklahoma, w hrabstwie Grady.